# Бажанов, Евгений Петрович
Евге́ний Петро́вич Бажа́нов (6 ноября 1946 года, Львов, УССР, СССР — 18 сентября 2023) — советский и российский политолог, историк, экономист, писатель, публицист, дипломат, педагог. Доктор исторических наук, профессор. Ректор Дипломатической академии МИД России (2011—2019, проректор с 1991), при которой директор-основатель Института актуальных международных проблем (ИАМП) МИД России (1994—2011, 2016—2019), Генеральный директор Евразийского института геостратегических исследований (с 2020), вёл на YouTube-канале «Диалог цивилизаций» (The Dialogue of Civilizations). Заслуженный деятель науки России, также являлся профессором РУДН.

## Биография
- В 1954—1964 годах учился в средней школе № 4 г. Сочи. Окончил школу с серебряной медалью.
- В 1964 году поступил в Московский государственный институт международных отношений (МГИМО) на факультет международных экономических отношений со специализацией по странам Восточной Азии.
- В 1968—1970 годах находился на стажировке в Наньянском университете (Сингапур), совершенствуя знания пекинского и шанхайского диалектов китайского языка.
- В 1970 году окончил МГИМО по специальности экономист-международник.
- В 1970—1971 годах ответственный сотрудник Отдела Юго-Восточной Азии Министерства иностранных дел СССР.
- В 1971—1973 годах ответственный сотрудник I Дальневосточного отдела МИД СССР.
- В 1971—1973 годах заочный аспирант Института Дальнего Востока АН СССР.
- Март 1973 года — август 1979 года — вице-консул Генерального консульства СССР в г. Сан-Франциско (США).
- В декабре 1973 года в Институте Дальнего Востока АН СССР защитил диссертацию на соискание учёной степени кандидата исторических наук по теме «Сингапур в политике ведущих стран Запада и Китая».
- В 1979—1981 годах слушатель Дипломатической академии МИД СССР.
- В 1981—1985 годах советник Посольства СССР в КНР, г. Пекин.
- Июнь 1985 года — май 1991 года — старший референт, консультант Международного отдела ЦК КПСС, куратор отношений СССР со странами Азиатско-Тихоокеанского региона.
- В 1987 году прошёл курс обучения на Высших офицерских курсах «Выстрел» Минобороны СССР, г. Солнечногорск, Московская область.
- С 1987 года профессор кафедры истории международных отношений и дипломатии Дипломатической академии МИД СССР.
- В марте 1988 года в Институте востоковедения АН СССР защитил диссертацию на соискание учёной степени доктора исторических наук по теме «США во внешнеполитической стратегии КНР (1949—1986 гг.)».
- С мая 1991 года по апрель 2011 года проректор Дипломатической академии МИД СССР/России по науке и международным связям.
- В 1994 году основал в рамках Дипломатической академии научно-исследовательский Институт актуальных международных проблем (ИАМП). Возглавлял оный до 2006 года.
- В 1993 году присвоено ученое звание профессора по специальности «Политические проблемы международных отношений и глобального развития».
- С 2003 года профессор истории Российского университета дружбы народов.
- С 6 апреля 2011 года назначен исполняющим обязанности ректора Дипломатической академии МИД России[3].
- 10 октября 2011 года Общим собранием (конференцией) сотрудников и обучающихся избран ректором Дипломатической академии МИД России.
- С 11 октября 2011 года назначен ректором Дипломатической академии МИД России по 10 октября 2016 года на условиях срочного трудового договора[4].
- Общим собранием (конференцией) сотрудников и обучающихся в 2016 году переизбран ректором Дипломатической академии МИД России. Занимал этот пост до 4 февраля 2019 года.
- В 2019 году избран генеральным директором Евразийского института геостратегических исследований.

### Награды и почётные звания
- Орден Дружбы.
- Медаль ордена «За заслуги перед Отечеством» II степени.
- Благодарность Президента Российской Федерации.
- Почётная грамота Министерства иностранных дел Российской Федерации.
- Заслуженный деятель науки России.
- Почётный работник Министерства иностранных дел Российской Федерации.
- Премия имени Гейдара Алиева (2015 год, Всероссийский азербайджанский конгресс)[5]

(Также см. ниже.)

### Семья
- Отец — Пётр Игнатьевич Бажанов (1912—1975), председатель горисполкома Сочи (1963—1971), крупный специалист в области энергетики, изобретатель, писатель, художник.

Мать — Анна Зиновьевна Бажанова (1914—1982) — инженер-электрик, специалист в области градостроительства.
- Жена — Наталья Евгеньевна Бажанова (1947—2014), доктор экономических наук, известный востоковед, кореевед, политолог, историк, экономист, педагог, дипломат, публицист, автор многих книг и статей, опубликованных в России и за рубежом, по общим проблемам международных отношений, по России, Корее, Китаю, США, Европе, Ближнему Востоку.

## Членство в научных и общественно-политических объединениях, награды и премии
1. Член Ассоциации политических наук США (Political Science Association, USA), с 1973 года.
2. Член Совета международных проблем Северной Калифорнии (Northern California World Affairs Council), с 1973 года.
3. Член Ассоциации азиатских исследований США (The Association for Asian Studies, USA), с 1975 года.
4. Член Ассоциации общественных наук США (Social Sciences Association, USA), с 1975 года.
5. Член Исполнительного комитета Совета международных проблем Северной Калифорнии, 1976—1979 годы.
6. Премия за лучшие материалы, опубликованные в 1988 году в журнале «Новое время»[6]
7. Член Исполкома Ассоциации «За диалог и сотрудничество в Азиатско-Тихоокеанском регионе». Москва, с 1991 года.
8. Председатель докторского Диссертационного совета по политологии и истории Дипломатической академии МИД России, с 1993 года.
9. Председатель кандидатского Диссертационного совета по политологии и истории Дипломатической академии МИД России, с 1993 года.
10. Действительный член Всемирной экологической академии. Москва, 1993—2009 годы.
11. Лауреат журналистской премии газеты «Чжун’ян жибао». Тайбэй. Тайвань, 1993 год.
12. Член Экспертного совета Высшей Аттестационной Комиссии Российской Федерации по всеобщей истории. Москва, 1996—1999 годы.
13. Действительный член Академии гуманитарных исследований. Москва, с 1997 года.
14. Заслуженный деятель науки Российской Федерации. Звание присвоено Указом Президента России Б. Ельцина 25 июня 1997 года.
15. Почётный профессор Народного университета. Пекин. Китай, с 1999 года.
16. Член Президиума Российской ассоциации международных исследований. Москва, с 1999 года.
17. Член Консультативного совета редакционной коллегии Публикаций Центра им. Маршалла (Гармиш-Партенкирхен, Бавария, Германия), с 2000 года.
18. Благодарность по линии МИД России «За большой вклад в разработку Концепции внешней политики России». 2001, 11 января, приказ № 282.
19. Учредитель Ассоциации международных исследований стран СНГ и Балтии. Москва, 27 февраля 2002 года.
20. Член Бюро Научного Совета Российской Академии Наук. Москва, с 2002 года.
21. Член Научно-консультативного совета Института прикладных международных исследований. Москва, с июля 2002 года.
22. Член Научного Совета Центра изучения современной Кореи, Институт мировой экономики и международных отношений РАН. Москва, с марта 2003 года.
23. Член редакционной коллегии журнала «The Pacific Focus» («Пасифик фокус»). Миннесотский университет. Моррис. Миннесота. США. Университет Инха, Инчхон. Южная Корея, с 2004 года.
24. Член Президиума Российского Совета сотрудничества по вопросам безопасности в АТР, с 1997 года.
25. Inaugural member of the International Biographical Center Leading Scientiets of the World 2006. IBC, Cambridge, England, c 2006 года.
26. Почётная грамота Ученого Совета Российского университета дружбы народов «За большой личный вклад по подготовке высококвалифицированных специалистов». 2006, 25 мая.
27. Член Экспертного совета Высшей Аттестационной Комиссии Российской Федерации по политологии. Москва, с 2006—2013 годы.
28. Член Научного совета при Министре иностранных дел Российской Федерации. Москва, с 28 декабря 2006 года.
29. Почётная грамота Министерства иностранных дел Российской Федерации «За многолетнюю и добросовестную работу в системе Министерства иностранных дел Российской Федерации». 2007, 18 января.
30. Член жюри МИД по публикациям в СМИ, 27.02.2007.
31. Член редакционной коллегии журнала «Вестник Российского университета дружбы народов. Серия Международные отношения». Российский университет дружбы народов. Москва. Россия, с 2005 года.
32. Участие в встрече 18 «российских дружественных деятелей» с премьером Госсовета КНР Вэнь Цзябао. Москва, Россия. Отель «Президент». 2008, 28 октября.
33. Член Российского национального комитета Азиатско-Тихоокеанского совета сотрудничества по безопасности (РНК АТССБ), с 11 июня 2009 года.
34. Почётный доктор Кыргызско-Российского Славянского университета, г. Бишкек. Кыргызстан, с 20 октября 2009 года. Торжественная церемония в посольстве Кыргызстана в Москве 1 декабря 2009 года.
35. Председатель редакционной коллегии журнала «Дипломатическая служба». Москва. Россия, с 2009 года.
36. Член Комиссии МИД России по соблюдению требований к служебному поведению государственных служащих и урегулированию конфликта интересов. Москва. Россия, с 21 июня 2011 года.
37. Почётный работник Министерства иностранных дел Российской Федерации. Звание присвоено Приказом Министра иностранных дел России С. В. Лаврова 7 ноября 2011 года.
38. Медаль ордена «За заслуги перед Отечеством» II степени. Указ Президента Российской Федерации Д. А. Медведева от 1 мая 2012 года.
39. Почётный советник Всекитайского общества по изучению истории китайско-российских отношений. Пекин. КНР. Избран 25 сентября 2012 года.
40. Почётный профессор Московской международной высшей школы бизнеса («МИРБИС»). Москва. Россия, с 2012 года.
41. Член Дирекции Института Высшей школы геополитики и смежных наук. Рим. Италия, с 2012 года.
42. Член Консультативного Совета Дипломатической академии Республики Корея. Сеул. Республика Корея, с 2012 года.
43. Член Редакционного Совета журнала «Геополитический журнал», с 2014 года.
44. Государственная награда Монголии медаль «Найрамдал» («Дружба») (Указ Президента Монголии Цахиагийна Элбэгдоржа № 23 от 25 февраля 2014 года). Вручена Заместителем Министра иностранных дел Монголии Damba Gankhuyag в Дипломатической академии МИД России 11 апреля 2014 года[7].
45. Благодарность Президента Российской Федерации. Распоряжение Президента Российской Федерации от 11 апреля 2014 года, № 110-рп.
46. «Золотая» медаль за заслуги и отличие[8]. Вручена Президентом Палестины Махмудом Аббасом в Дипломатической академии МИД России 26 июня 2014 года.]
47. Орден «Достык» («Дружба») II степени Республики Казахстан (Указ Президента Республики Казахстан Н. А. Назарбаева от 5 декабря 2014 года). Вручен Чрезвычайным и Полномочным Послом Республики Казахстан в Российской Федерации М. М. Тажиным в Посольстве Республики Казахстан 29 января 2015 года[9].
48. Государственная награда Российской Федерации Орден Дружбы за большой вклад в развитие науки, подготовку квалифицированных специалистов и многолетнюю плодотворную работу (Указ Президента Российской Федерации № 695 от 20.12.2016 г.).[10]

## Научная, педагогическая и публицистическая деятельность

### Монографии
- Движущие силы политики США в отношении Китая. — М.: «Наука», 1982. — 238 с.
- Севастьянов Е. П., Корсакова Н. Е. (Бажанов Е. П., Бажанова Н. Е.). Позолоченное гетто. (Очерки о жизни в США эмигрантов из Китая, Кореи и Японии). — М.: «Наука», 1983. — 168 с.
- Севастьянов Е. П., Корсакова Н. Е. (Бажанов Е. П., Бажанова Н. Е.). Последний рубеж. (Очерки об американском обществе). — М.: «Политиздат», 1984. — 256 с.
- Китай и внешний мир. — М.: «Международные отношения», 1990. — 351 с.
- СССР и Азиатско-Тихоокеанский регион. — М.: «Знание», 1991. — 64 с.
- Bazhanov Y., Bazhanova N. Russia and Korea. — Seoul: «Seoul Sihnmun», 1992. — 210 p.
- Soviet Foreign Policy under Gorbachev. — Taibei (Taiwan): «Zhongyang ribao», 1993. — 240 p.
- Russia’s Changing Foreign Policy. — Koln: Bundesinstitut für ostwissenschaftliche und internationale Studien (BIOST), 1996. — 40 р.
- Russia and Taiwan. — Koln: Bundesinstitut für ostwissenschaftliche und internationale Studien (BIOST), 1996. — 32 р.
- Бажанов Е. П., Бажанова Н. Е. Самая загадочная война XX столетия. — Seoul: «Ellim», 1997, 239 c. (На корейском языке.)
- Russian Foreign Policy Priorities and Potential for the Development of Cooperation between Russia and Republic of Korea. — М.: Изд-во Ассоциации российских банков, 1997.
- Российско-китайские отношения. — М.: «Научная книга», 1999. — 117 с.
- Эволюция российской внешней политики (1991—1999 гг.). — М.: «Научная книга», 1999. — 30 с.
- О тенденциях международных отношений на пороге XXI столетия. — М.: «Научная книга», 1999. — 35 с.
- Transformation of Russia: Yesterday, Today and Prospects for the Future. — М.: «Научная книга», 1999. — 43 с.
- Приоритеты России в меняющемся мире. — М.: «Научная книга», 2000. — 41 c.
- Актуальные проблемы международных отношений. Избр. труды 3-х тт. Т. I. — М.: «Научная книга», 2001, 464 c. — ISBN 5-7671-0062-4.
- Актуальные проблемы международных отношений. Избр. труды 3-х тт. Т. 2. — М.: «Научная книга», 2002, 480 с. — ISBN 5-7671-0005-5.
- Актуальные проблемы международных отношений. Избр. труды 3-х тт. Т. 3. — М.: «Научная книга», 2002, 480 с. — ISBN 5-7671-0047-0.
- Современный мир. Избранные труды. — М.: «Известия», 2004. — 421 с. — ISBN 5-206-00634-3.
- Америка: вчера и сегодня. Т. I. — М.: «Известия», 2005. — 574 с. — ISBN 5-206-00664-5.
- Америка: вчера и сегодня. Т. II. — М.: «Известия», 2005. — 607 с. — ISBN 5-206-00665-3.
- Китай: от Срединной империи до сверхдержавы XXI века. — М.: «Известия», 2007. — 352 с. — ISBN 5-206-00704-8.
- Китай: вчера и сегодня. — М.: «Научная книга», 2007. — 160 с.
- Восточный экспресс с остановками на Западе. — М.: «Восток — Запад», 2008. — 614 с. — ISBN 978-5-478-00862-8.
- Съедобные драконы (тайны китайской кухни). — М.: «Восток — Запад», 2008. — 125 с. — ISBN 978-5-478-00919-9.
- Китайская грамота (о китайском языке, иероглифах, каллиграфии, «иероглифическом» видении мира). — М.: «Восток — Запад», 2008. — 74 с. — ISBN 978-5-478-00918-2.
- Бажанов Е. П., Бажанова Н. Е. Страна веселых богов (религиозный мир китайцев). — М.: «Восток — Запад», 2008. — 187 с. — ISBN 978-5-478-01189-5.
- Бажанов Е. П., Бажанова Н. Е. Франция: и Квазимодо, и Коко Шанель. — М.: «Восток-Запад», 2009. — 206 с. — ISBN 978-5-478-01222-9.
- Бажанов Е. П., Бажанова Н. Е. Куда идет человечество? О тенденциях международных отношений в XXI веке. — М.: «Восток-Запад», 2009. — 95 с. — ISBN 978-5-478-01272-4.
- Бажанов П. И., Бажанов Е. П., Бажанова Н. Е. Мудрость Востока и Запада. Художественные миниатюры. — М.: «Восток-Запад», 2010. — 714 с. — ISBN 978-5-478-01291-5.
- Бажанов Е. П., Бажанова Н. Е. Многополюсный мир. — М.: «Восток-Запад», 2010. — 462 с. — ISBN 978-5-478-01296-0.
- Бажанов Е. П., Бажанова Н. Е. Корейские зарисовки. — М.: «Восток-Запад», 2011. — 448 с. — ISBN 978-5-478-01310-3.
- Бажанов Е. П., Бажанова Н. Е. Международные отношения в XXI веке. — М.: «Восток-Запад», 2011. — 166 с. — ISBN 978-5-478-01324-0.
- Бажанов Е. П., Бажанова Н. Е. Китайская мозаика. — М.: «Восток-Запад», 2011. — 286 с. — ISBN 978-5-478-01325-7.
- Бажанов Е. П., Бажанова Н. Е. Мир и война. — М.: «Восток-Запад», 2011. — 335 с. — ISBN 978-5-478-01333-2.
- Бажанов Е. П., Бажанова Н. Е. Это грустно-веселая Италия. Путевые заметки. — М.: «Восток-Запад», 2011. — 270 с. — ISBN 978-5-478-01338-7.
- Бажанов Е. П., Бажанова Н. Е. Диалог и столкновение цивилизаций. — М.: «Весь мир», 2013. — 272 с.
- Бажанов П. И., Бажанов Е. П., Бажанова Н. Е. Мудрость Востока и Запада. — М.: «Весь мир», 2014. — 720 с.
- Бажанов Е. П. Серия «Российские ученые-международники». Кн. 1—2. Светлый мир Натальи Бажановой. Кн. 1. — М.: «Весь мир», 2015. — 624 с.
- Бажанов Е. П. Серия «Российские ученые-международники». Кн. 1—2. Светлый мир Натальи Бажановой. Кн. 2. — М.: «Эксмо», 2016. — 548 с.
- Бажанов Е. П. Наталья Бажанова. — М.: «Молодая гвардия», 2019. — 429 с.
- Бажанов Е. П., отв. ред. Азия в современном мире: сборник материалов научной конференции, посвященный памяти Н. Е. Бажановой (25 февраля 2019 года). — М.: «Дашков и К°», 2020. — 215 с.
- Бажанов Е. П., Бажанова Н. Е. Записки о китайской цивилизации. — М.: «Дашков и К°», 2022. — 304 с.
- Бажанов П. И., Бажанов Е. П., Бажанова Н. Е. Мудрость народов: афоризмы, пословицы, поговорки, легенды, мифы, анекдоты, шутки. — М.: «Дашков и К°», 2023. — 678 с.

#### Серия «Миг и вечность. История одной жизни и наблюдения за жизнью всего человечества»
- Бажанов Е. П. Миг… Т. 1. Ч. 1. Крупицы прошлого; ч. 2. В плавильном котле Америки. — М.: «Дашков и К°», 2016. — 696 с.
- Бажанов Е. П. Миг… Т. 2. Ч. 3. Переписка через океан; ч. 4. Снова на Родине. — М.: «Дашков и К°», 2016. — 656 с.
- Бажанов Е. П. Миг… Т. 3. Ч. 5. За Великой Китайской стеной. — М.: «Дашков и К°», 2017. — 559 с.
- Бажанов Е. П. Миг… Т. 4. Ч. 6. Вибрации души. — М.: «Дашков и К°», 2017. — 239 с.
- Бажанов Е. П. Миг… Т. 5. Ч. 7. Разбитые мечты. — М.: «Дашков и К°», 2017. — 552 с.
- Бажанов Е. П. Миг… Т. 6. Ч. 8. Под другими знаменами; ч. 9. На кругосветной орбите. — М.: «Дашков и К°», 2017. — 383 с.
- Бажанов Е. П. Миг… Т. 7. Ч. 10. Преодолевая трудности; ч. 11. Достижения и превратности судьбы. — М.: «Дашков и К°», 2017. — 399 с.
- Бажанов Е. П. Миг… Т. 8. Ч. 12. Диалог и столкновение цивилизаций. — М.: «Дашков и К°», 2018. — 512 с.
- Бажанов Е. П. Миг… Т. 9. Ч. 13. Новые горизонты; ч. 14. Научная дипломатия. — М.: «Дашков и К°», 2018. — 375 с.
- Бажанов Е. П. Миг… Т. 10. Ч. 15. Новый век. — М.: «Дашков и К°», 2019. — 319 с.
- Бажанов Е. П. Миг… Т. 11. Ч. 16. Странствия (2000—2002). — М.: «Дашков и К°», 2019. — 263 с.
- Бажанов Е. П. Миг… Т. 12. Ч. 17. Странствия (2003—2006). — М.: «Дашков и К°», 2019. — 271 с.
- Бажанов Е. П. Миг… Т. 13. Ч. 18. И вечный бой… — М.: «Дашков и К°», 2020. — 280 с.
- Бажанов Е. П. Миг… Т. 14. Ч. 19. Смена ритма. — М.: «Дашков и К°», 2020. — 479 с.
- Бажанов Е. П. Миг… Т. 16. Ч. 21. Между Сциллой и Харибдой; ч. 22. Последний аккорд. — М.: «Дашков и К°», 2020. — 431 с.
- Бажанов Е. П. Миг… Т. 17. Ч. 23. Конец Великолепного века. — М.: «Дашков и К°», 2021. — 263 с.
- Бажанов Е. П. Миг… Т. 18. Ч. 24. Родные (начало). — М.: «Дашков и К°», 2022. — 528 с.
- Бажанов Е. П. Миг… Т. 19. Ч. 24 Родные (окончание). — М.: «Дашков и К°», 2022. — 432 с.

### Коллективные работы
Перу Е. П. Бажанова принадлежат также более 110 глав и разделов в коллективных работах, 150 исследований, 1000 статей в научной и общей периодике России, а также КНР, США, Японии, Ю.Кореи, Германии, Франции, Великобритании, Австрии, Италии, Австралии, Новой Зеландии, Тайваня, Сингапура, Сирии, Ирана, Испании, Югославии, Израиля и других государств. Некоторые из трудов удостоены международных премий.

### Журналистика
Являлся колумнистом газет «Чжун’ян жибао» (Тайвань) (1991—1998); «Сеул синмун»/«Тэхан мэиль» (Южная Корея) (1991—2000); «Кенхен синмун» (Южная Корея) (1991—2000); информационного агентства «Синьхуа» (КНР) (1997—2000); научного бюллетеня Мадридского университета (Испания) (1998—2000): с 2009 года колумнист журнала «Эхо планеты» (Россия).

### Доклады, лекции
Выступил с 550 докладами и лекциями в научных, учебных и общественных организациях различных государств. Работал в качестве приглашенного профессора в университетах Дж. Вашингтона, Стэнфордском, Калифорнийском, Колумбийском (США), Австралийской академии вооруженных сил, Университете Вэньхуа (Тайвань), Университете Бундесвера, Федеральном институте российских, восточно-европейских и международных исследований, центре Дж. Маршала (Германия), Народном университете Китая, Венской дипломатической академии, Женевском Центре по изучению проблем безопасности, Дипломатических курсах МИД Румынии, университетах Нихон, Аояма Гакуин, Хоккайдо, Национальном институте оборонных исследований при Управлении обороны, Институте мировой политики и экономики при Кабинете министров Японии и в других престижных центрах образования и науки.
- Под руководством Е. П. Бажанова защищено 53 диссертации по политологии и истории (24 докторских, 29 кандидатских), в том числе Президентом Южной Кореи Ким Дэ Чжуном, Премьер-министром Казахстана К. К. Токаевым, Министром иностранных дел Киргизии А. Д. Дженшенкуловым, Советником Президента Таджикистана по национальной безопасности Э.Рахматуллаевым, Чрезвычайными и Полномочными послами Йемена, Палестины, ОАЭ, Сирии, высокопоставленными российскими дипломатами и государственными служащими.
- С 2003 года является Председателем Государственной аттестационной комиссии Дипломатической академии МИД России по приему междисциплинарного экзамена и защите квалификационных работ по специальности «Международные отношения». В 2003—2005 годах — Председатель Государственной аттестационной комиссии Российского Университета Дружбы Народов (РУДН) по выпуску бакалавров и специалистов в области международных отношений.
- Редактор свыше 80 монографий, сборников, учебников и учебных пособий.
- Темы научных изысканий Е. П. Бажанова: теория и общие проблемы международных отношений; внешняя политика и внутренне положение России, США, Китая, Северной и Южной Кореи, Японии, государств АСЕАН, Европы, СНГ, Ближнего и Среднего Востока; национальные характеры, диаспоры.